# Live from Texas
Live from Texas es un álbum en vivo de la banda estadounidense de hard rock y blues rock ZZ Top, publicado en junio de 2008 por el sello Eagle Records. Fue grabado el 1 de noviembre de 2007 en el recinto Nokia Theatre ubicado en la ciudad de Grand Prairie en Texas, durante la gira Hollywood Blues Tour. Obtuvo el puesto 32 en la lista Top Independent Albums de los Estados Unidos en el mismo año. El trabajo además de ser lanzado como disco compacto, se lanzó en los formatos Blu-ray y DVD por Eagle Vision. Este último formato fue certificado con doble disco de platino en los Estados Unidos, al superar las 200 000 copias vendidas.
En 2010 y solo para el mercado europeo se lanzó en formato LP que incluye detrás de escenas, entrevistas e imágenes exclusivas. También cuenta con un cover de la canción «Foxy Lady» de Jimi Hendrix.

## Lista de canciones

### Formato CD
Todas las canciones escritas por Billy Gibbons, Dusty Hill y Frank Beard, a menos que se indique lo contrario.

| N.º | Título                    | Escritor(es)      | Duración |  |
| 1.  | «Got Me Under Pressure»   |                   | 4:24     |  |
| 2.  | «Waitin' for the Bus»     | Gibbons, Hill     | 2:54     |  |
| 3.  | «Jesus Just Left Chicago» |                   | 4:58     |  |
| 4.  | «I'm Bad, I'm Nationwide» |                   | 4:40     |  |
| 5.  | «Cheap Sunglasses»        |                   | 4:50     |  |
| 6.  | «Pearl Necklace»          |                   | 3:49     |  |
| 7.  | «Just Got Paid»           | Gibbons, Bill Ham | 7:35     |  |
| 8.  | «Rough Boy»               |                   | 6:29     |  |
| 9.  | «Blues Intro»             |                   | 1:05     |  |
| 10. | «Blue Jean Blues»         |                   | 4:57     |  |
| 11. | «Gimme All Your Lovin'»   |                   | 4:35     |  |
| 12. | «Sharp Dressed Man»       |                   | 4:55     |  |
| 13. | «Legs»                    |                   | 5:19     |  |
| 14. | «Tube Snake Boogie»       |                   | 3:03     |  |
| 15. | «La Grange»               |                   | 7:41     |  |
| 16. | «Tush»                    |                   | 6:14     |  |

### Formato DVD
| N.º | Título                    | Duración |  |
| 1.  | «Got Me Under Pressure»   | 4:24     |  |
| 2.  | «Waitin' for the Bus»     | 2:54     |  |
| 3.  | «Jesus Just Left Chicago» | 4:58     |  |
| 4.  | «I'm Bad, I'm Nationwide» | 4:40     |  |
| 5.  | «Pincushion»              | 5:06     |  |
| 6.  | «Cheap Sunglasses»        | 4:50     |  |
| 7.  | «Pearl Necklace»          | 3:49     |  |
| 8.  | «Heard It on the X»       | 3:51     |  |
| 9.  | «Just Got Paid»           | 7:35     |  |
| 10. | «Rough Boy»               | 6:29     |  |
| 11. | «Blue Jean Blues»         | 4:57     |  |
| 12. | «Gimme All Your Lovin'»   | 4:35     |  |
| 13. | «Sharp Dressed Man»       | 4:55     |  |
| 14. | «Legs»                    | 5:19     |  |
| 15. | «Tube Snake Boogie»       | 3:03     |  |
| 16. | «La Grange»               | 7:41     |  |
| 17. | «Tush»                    | 6:14     |  |

## Músicos
- Billy Gibbons: voz y guitarra eléctrica
- Dusty Hill: bajo
- Frank Beard: batería